# Cheminée décorative Volga Sviatoslavitch et Mikoula Selianinovitch
La Cheminée Volga Sviatoslavitch et Mikoula Selianinovitch (en russe : Камин «Вольга Святославич и Микула Селянинович», en ukrainien : Камін «Вольга Святославич і Микула Селянинович») est un manteau de cheminée décoratif réalisé en majolique, selon un projet établi par l'artiste russe Mikhaïl Vroubel en 1899. Il a obtenu la médaille d'or à l'Exposition universelle de 1900 à Paris. Les deux exemplaires originaux sont conservés, pour celui présenté à l'exposition universelle, au Palais des Beaux-Arts de Lille, en France, et pour l'autre, au Musée russe de Moscou, en Russie.

## La création
Durant sa vie, Mikhaïl Vroubel tente, à de nombreuses reprises, de gagner la reconnaissance de ses contemporains. Ses efforts n'ont pas souvent été couronnés de succès. Mais pour sa cheminée Volga Sviatoslavitch et Mikoula Selianinovitch en majolique, il a obtenu ce qu'il pouvait attendre : il a remporté la médaille d'or de l'Exposition universelle de 1900 à Paris. Son travail a été précédé d'esquisses réalisées à Kiev pour l'image des deux personnages légendaires des bylines, les bogatyrs Volga Sviatoslavitch et Mikoula Selianinovitch. Puis il est parti pour Moscou, où il a fait la connaissance du mécène Savva Mamontov qui lui a permis de travailler dans sa propriété d'Abramtsevo.

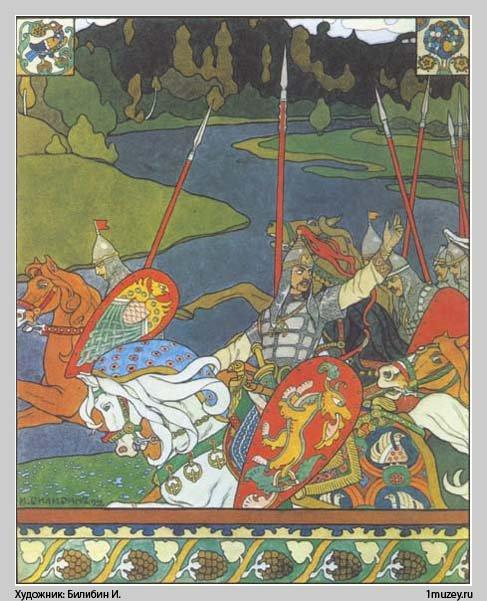
Volga Sviatoslavitch par  Ivan Bilibine XIXe siècle.
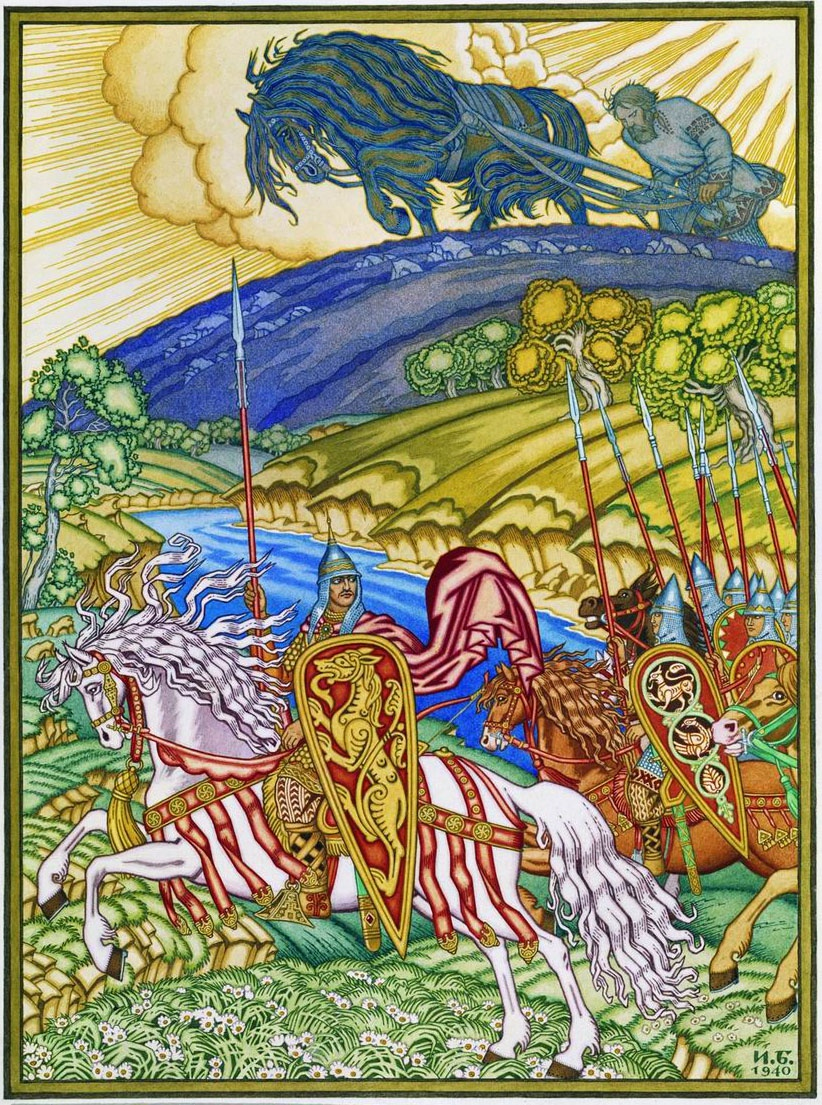
Mikoula Selianinovitch par Ivan Bilibine (1940).

## La période kievienne de Mikhaïl Vroubel
D'après les mémoires du fils de l'architecte Adrian Prakhov, durant son séjour à Kiev Vroubel a créé une esquisse à l'aquarelle d'un bogatyr. C'est un des premiers témoignages de l'intérêt de l'artiste pour les épopées de l'ancienne Russie. L'esquisse n'a pas disparu, mais Vroubel a été partagé entre son amour pour l'épouse de Prakhov et la nécessité de conserver des conditions de vie matérielle suffisantes pour survivre comme artiste. À la veille de l'hiver, Vroubel ne disposait même pas du minimum de vêtements chauds. Son séjour à Kiev en 1883 et 1884 s'est achevé après qu'il eut terminé l'iconostase du Christ, de La Vierge à l'enfant, de saint Cyrille et saint Afanase. Il a également réalisé de nouvelles fresques à l'emplacement d'anciennes disparues avec le temps, qui dataient du XIIe siècle, comme celles de l'église Saint-Cyrille. Il a également peint à cette époque le tableau Jeune fille sur fond de tapis persan. Puis il a rompu avec la famille Prakhov et est parti en Italie.

## Vroubel, Vaouline et l'atelier de poterie d'Abramtsevo
L'atelier de céramique de la propriété d'Abramtsevo est construit en 1890. L'opéra, le chant, le théâtre et la céramique faisaient l'admiration du propriétaire des lieux, Savva Mamontov, industriel et mécène (1841–1918). Ce dernier a confié la gestion de cet atelier au céramiste Piotr Kouzmitch Vaouline (uk) (1870–1943). Piotr n'a encore que vingt ans et vient de terminer les cours de l'école technique agricole de Krasnooufimskou et n'a pas encore de réputation artistique derrière lui. Il travaillera chez Mamontov pendant treize ans et ne le quittera qu'en 1903.
En Russie, Mamontov ne vit à Abramtsevo que l'été, ses nombreux invités proviennent du monde artistique de Moscou. On trouve parmi eux des peintres, des acteurs de théâtre, des sculpteurs, des architectes professionnels et amateurs. L'atmosphère est à la créativité, à la rivalité, à l'inventivité. Parmi les invités, les plus connus sont Valentin Serov, Viktor Vasnetsov, Vassili Polenov, Ilia Répine, Constantin Korovine et Viktor Hartmann. On y rassemblait aussi des échantillons de mobilier provenant des villages et campagnes voisines tels que des meubles, de la céramique, de la broderie, de la tapisserie, du tissage. Les techniques de sculpture sur bois, de tissage, de majolique sont étudiées pour créer du mobilier, puis pour développer des sujets propres à l'histoire russe tels les contes anciens.

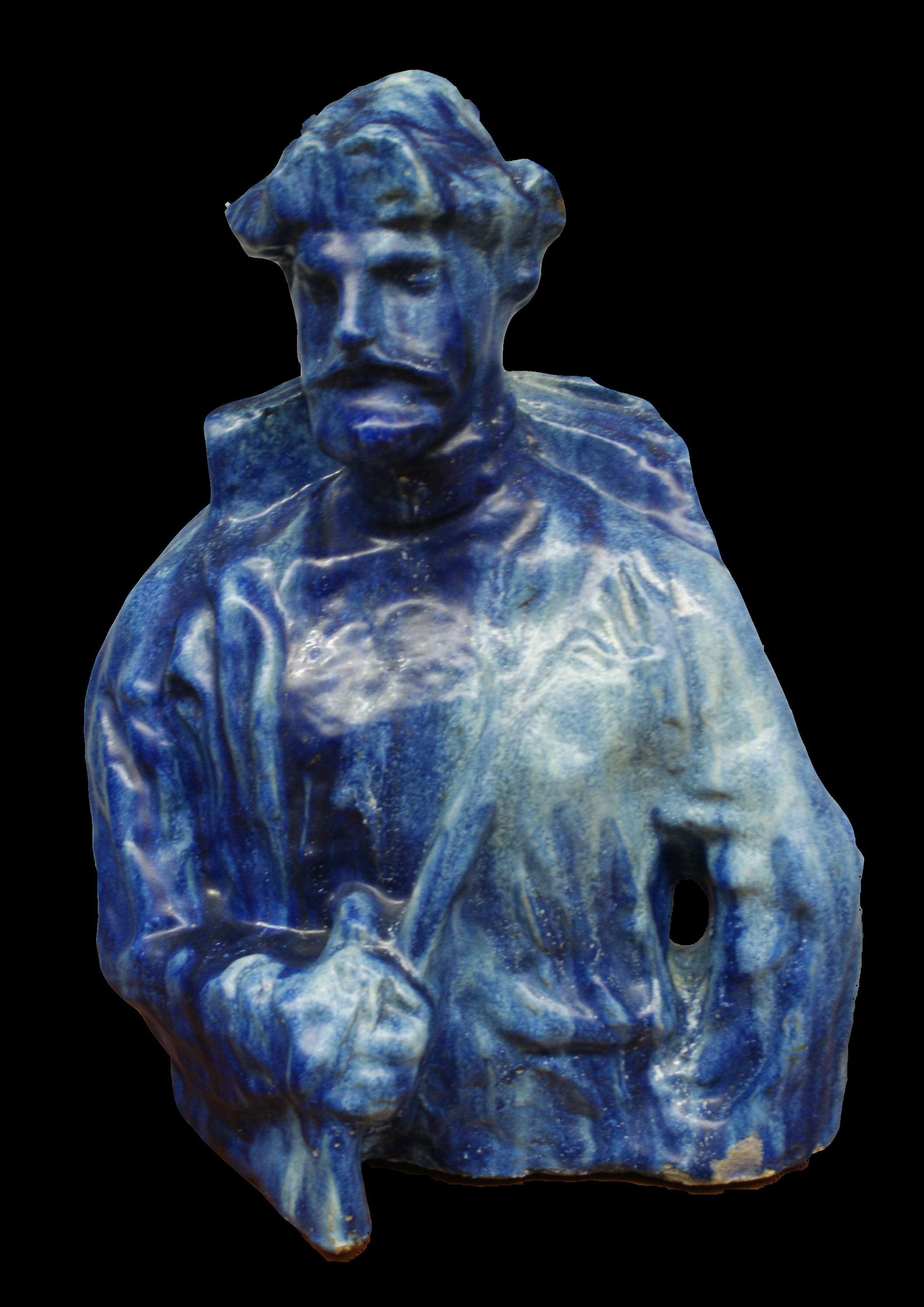
Majolique Sadko de Vroubel 1899-1900.

En 1899, Vroubel, fort de son expérience à Abramtsevo en majolique avec notamment ses statuettes de Sadko, poursuit la peinture des majoliques des personnages de Volga et de Mikoula dans un cadre en relief pour habiller sa cheminée. Le décor représente, à droite, un homme en armure qui tient une massue et, derrière lui, un cheval qui ébroue sa crinière. À gauche, un paysan massif au costume étoilé tient fermement sa charrue et sa jument sous un soleil resplendissant. Ils sont entourés, de part et d’autre, au dessus de deux oiseaux à tête de femme portant une coiffure russe traditionnelle et, en dessous, de deux serpents affrontés.

## Histoire de la cheminée

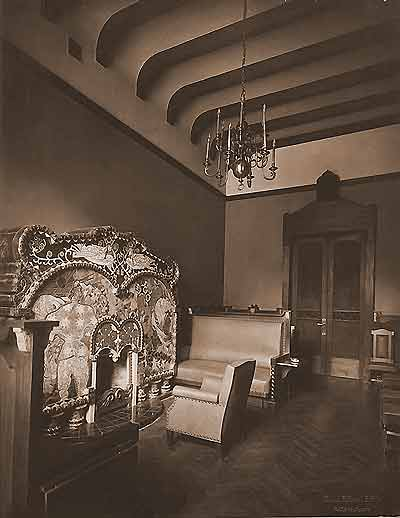
Immeuble Bajanov - Cheminée Volga et Mikula.

Les deux premières cheminées sur le même modèle ont été créées par Vroubel lui-même. L'une des deux a été présentée dans le pavillon russe lors de l'Exposition universelle de 1900 à Paris où Vroubel a reçu une médaille d'or pour sa réalisation. Ce succès de Vroubel a été signalé dans les journaux de l'époque. Cet exemplaire de cheminée a ensuite été acheté par l'État français et attribué au Palais des Beaux-Arts de Lille pour compléter sa collection de céramiques Art nouveau. Mis en caisse dans les années 1960, il a été retrouvé dans les réserves du musée en 2011. Restauré et remonté, il est de nouveau présenté au public. Vroubel n'a pas eu de chance avec le second exemplaire. Il s'est brisé en (130) morceaux qui ont été placés dans un coffre, au Musée russe. Les visiteurs du musée n'ont pu revoir les 130 pièces remontées de la cheminée qu'en 2006.
Piotr Vaouline a recréé trois exemplaires de plus de la cheminée en utilisant les croquis de Vroubel. Un riche marchand du nom de Filadelf Bajanov a fait l'acquisition d'une des trois pour décorer sa propre maison, en 1906, rue Mikolaïvski, à Saint-Pétersbourg. Cet exemplaire est resté à son emplacement d'origine lorsque le bâtiment a servi de bibliothèque durant la période soviétique. Les deux autres exemplaires ont été transférés pour l'un au Musée Kolomenski et pour l'autre à la Galerie Tretiakov (tous deux à Moscou).

## Sources
- (ru) A. P Ivanov, Essais de biographie de Vroubel, l'académie et la période kiévienne / Иванов А. П. М. А. Врубель. Опыт биографии. Академия и киевский период. К.: Искусство, 1912. Со снимками. page 86.
- (ru) Catalogue de l'exposition Mikhaïl Vroubel / Каталог выставки «Михаил Александрович Врубель», ГТГ, М., «Искусство», 1957.
- (ru) Adrian Prakhov Прахов Н. А. Страницы прошлого: очерки — воспоминания о художниках (essais -souvenirs de peintres) / под общ. ред. В. М. Лобанова. — К.: Иванов А. П, 1958. −308 pages.
- (ru) Sergueï Makovski Silhouette de peintres russes, Vroubel et Roerich / Маковский С. К. Силуэты русских художников / Врубель и Рерих. Moscou, 1999.
- (ru) S Droujinine / album M Vroubel / С. Дружинин, альбом «Михаил Александрович Врубель», М, 1963.